# Spunbond
Spunbond je způsob zhotovení rouna k výrobě netkaných textilií. Název je odvozen z anglických výrazů zvlákňování a pojení. V češtině se někdy spunbond označuje jako „výroba pod hubicí“.

## Význam technologie spunbond
První textilie vyrobené technologií spunbond přišly na trh v 50. letech 20. století. Na začátku 21. století dodávalo více než 100 firem na všech kontinentech ročně téměř 3 miliony tun výrobků tohoto druhu.
V roce 2018 se očekával do roku 2020 nárůst produkce netkaných textilií celosvětově na 12 milionů tun, z toho více než polovina technologií spunbond.
V České republice dosáhla v roce 2017 výroba netkaných textilií 178 000 tun.

## Výrobní zařízení

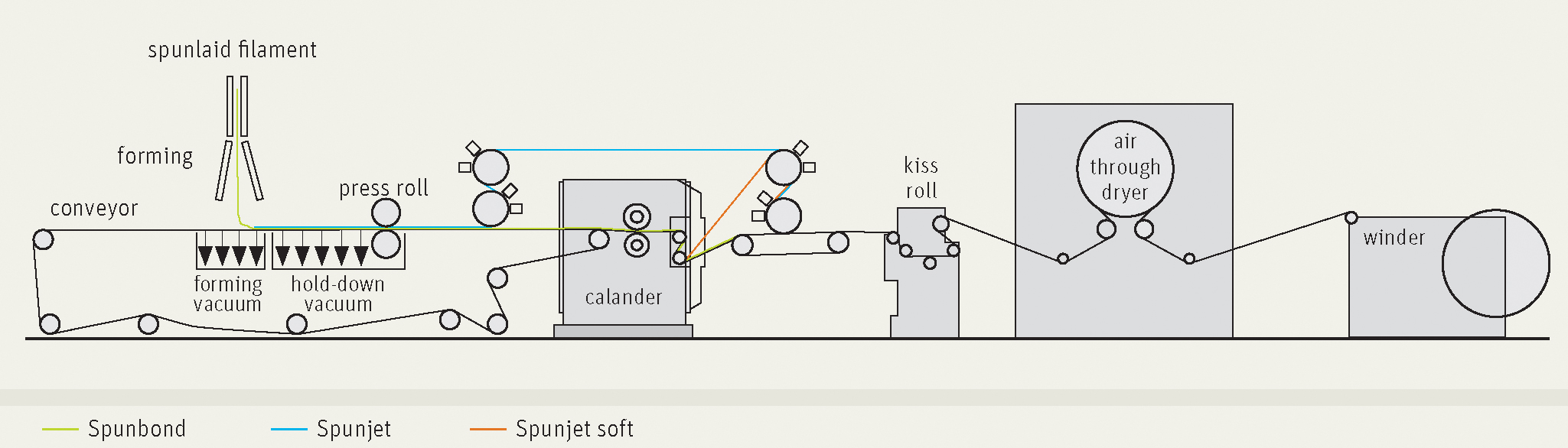
Schéma zařízení pro výrobu a termické zpevňování spunbond rouna

Jako surovina se dají použít granuláty ze všech polymerních materiálů známých z textilní výroby. V praktické výrobě se řadí několik zvlákňovacích trysek do jednoho bloku tak, že se na dopravník ukládají naráz filamenty (průměr 15–35 µm) nejméně ze 100 otvorů. Filamenty jsou zpravidla částečně dloužené (POY), odtah probíhá rychlostí až 6 000 m/min. V závislosti na požadovaných vlastnostech hotového rouna se filamenty vzájemně překládají v určitém směru, váha rouna bývá 10–200 g/m², tloušťka 0,2–1,5 mm.
Zpevňování rouna se provádí termicky (kalandrem), chemicky (impregnací) nebo mechanicky (vpichováním).
Strojní zařízení na výrobu rouna spunbondem se začala dodávat ze západní Evropy, USA a Japonska od 70. let minulého století, asi o 10 let později také z Číny.
Tyto výrobní linky vyrábí plošné textilie cca dvěstěkrát rychleji než nejvýkonnější tkací stroje.

## Vlastnosti a použití
V závislosti na surovině (mnoho druhů filamentů a staplových přízí), alternativách tvorby a zpevňování rouna a dalších podmínkách se mohou vlastnosti hotové textilie značně lišit. Standardně se hodnotí pevnost, tažnost, propustnost, oděr a dalších asi deset vlastností.
Použití: Asi 70 % na hygienické potřeby k jednorázovému použití, dále: filtry, geotextilie, bytový a (v menším měřítku) oděvní textil.
Přirovnání tažné pevnosti spunbondových textilií a některých tkanin:
| Značka/druh       | Hmotnost g/m² | Tažná pevnost (podélně/příčně) | Způsob zpevnění | Příklady použití              |
| ----------------- | ------------- | ------------------------------ | --------------- | ----------------------------- |
| Lianyi            | 100           | 40/32 N / cm2                  | termicky        | auto, filtry, hygiena         |
| Cerex             | 65            | 61/41 N / cm2                  | chemicky        | auto, filtry, podklad koberců |
| Bidim             | 120           | 99/91 N / cm2                  | vpichování      | geo, stavebnictví             |
| tkanina PES/CO    | 108           | 80/61 N / cm2                  | tkaní           | svrchní oděvy                 |
| tkanina GF (sklo) | 108           | 114/89 N / cm2                 | tkaní           | izolace                       |

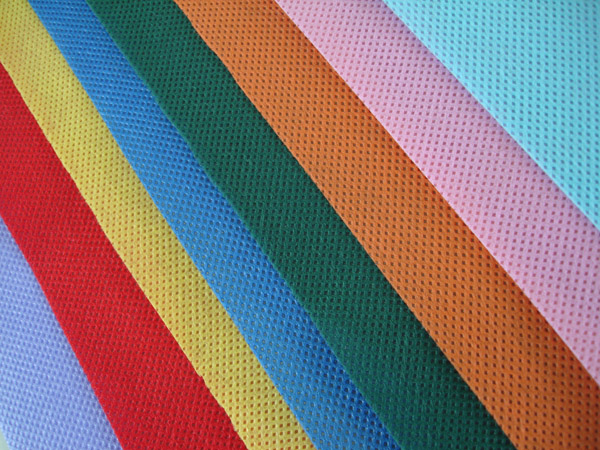
Vzorky spunbondu z PP vláken (turecká výroba 2007)

Pevnost všech shora uvedených výrobků byla měřena metodou Grab.
Bavlnářská tkanina (PES/CO) je z příze s jemností 24 tex v osnově i v útku, příze na tkaninu ze skleněných vláken mají jemnost 22 tex.